# 印章歴史館
印章歴史館（いんしょうれきしかん）は、名古屋市中区松原三丁目にある大日本印章による企業博物館。
2017年（平成29年）9月30日には閉館し、10月より予約申し込み制に移行した。

## 概要
名古屋市に本社を置く印鑑製造・販売業である大日本印章株式会社が、豊かな印章文化を広めるための施設として2011年（平成23年）5月10日、現在地に開業した。歴史的に重要な役割を果たしたという印章などの展示を行っている。コレクションは、約20年かけてオークションや古物商を通じて蒐集されたものである。施工は杉本組による。
- 開館時間 - 11時から17時[1]
- 休館日 - 火曜日および水曜日[1]
- 入場料 - 無料[1]

## 主要な所蔵資料
- 清朝・乾隆帝二十五宝璽（レプリカ）[1]

創業者である村松俊三社長が中華人民共和国の故宮博物院と交渉し、公式に認証を受けた複製である。
- 古代メソポタミア文明の円筒印章[3]
- 世界四大文明および日本など印章に関する歴史資料約180点[1]

## アクセス
- 名古屋市営地下鉄名城線 東別院駅より徒歩